# Szabadúszók
A Szabadúszók (eredeti cím: Freelancers) 2012-ben bemutatott amerikai akciófilm, melynek rendezője Jessy Terrero, forgatókönyvírója L. Philippe Casseus, a főszerepet pedig 50 Cent, Forest Whitaker és Robert De Niro alakítja. A film 2012. augusztus 10-én jelent meg.

## Cselekmény
Évekkel ezelőtt Malo apját lelőtték, és bezárták a kocsija csomagtartójába. Malo, gyerekként a hátsó ülésen ült, sikerült elmenekülnie, de még látja, ahogy az autó felrobban.
Évekkel később sikeresen befejezte a rendőrképzést, és a kollégáival együtt ünnepli a diplomáját egy kocsmában. Joe Sarcone odalép hozzá, és elmondja neki, hogy az apja társa volt, és hogy jöjjön el egy bárba, ahol szeretne beszélni vele. Joe ott elmagyarázza neki, hogy a rendőrségi korrupció egy bónuszrendszer; ha valaki pénzt foglal le, mindenki kap belőle. Felajánl neki egy „állást” nála. Malo elfogadja az ajánlatot. LaRue-val dolgozik, és hamar rájön, hogy a férfi drogfüggő.
Amikor Malo és LaRue járőrözik, őket hívják erősítésnek. Amikor megérkeznek, két járőrkocsit látnak négy rendőrrel, két színesbőrűvel és két fehérrel, amint fegyverüket egy színesbőrű férfira szegezik, aki lőfegyverrel fenyeget egy másikat. Amikor Malo és LaRue kilépnek, LaRue átveszi az irányítást, és sikerül rávennie a férfit, hogy dobja el a fegyvert. Burke rendőr le akarja tartóztatni a gyanúsítottat, de Morrison rendőr maga akarja megbilincselni. Malo ekkor Morrisonra szegezi a fegyverét, és ráveszi, hogy fogja be a száját. LaRue megengedi neki, hogy letartóztassa a gyanúsítottat, és átadja Burke-nek. Miközben Morrisont megbilincselik, a gyanúsított megragadja a szolgálati fegyvert, és túszul ejti Morrisont, de gyorsan lecsillapodik, és elengedi a tisztet. Miközben Malo és LaRue továbbhajt, a gyanúsított átad LaRue-nak egy csomag kábítószert, mire LaRue elengedi. Burke a másik gyanúsítottat engedi el.
Másnap járőrözés közben Malo és LaRue két lányt lát, akik megpróbálnak betörni egy lakásba. Az egyik lány hosszú történetet mesél arról, hogy a barátja ott lakik, de LaRue-t ez nem érdekli. Amikor a nő azt mondja, hogy marihuánával kereskednek, a férfi betöri a lakás ajtaját, és átkutatja a lakást. Pénzre és az ígért marihuánára bukkan. Amikor az egyik lány meglátja, hogy a férfi zsebre vágja a pénzt, LaRue lelövi a lányt. A másik elszalad, Malo pedig utána fut, de a lányt nem sokkal később elüti egy busz, és meghal.
LaRue és Malo elviszik a pénzt Joe-nak, és osztoznak rajta. Mivel ez egy sikeres nap volt, egy bordélyházban szórakoznak.
Miközben Malo egyedül van kint, meglát egy drogdílert, aki a múltkor megúszta, és elindul, hogy letartóztassa, de az elszalad. Malo utána fut, és egy üres gyárépületben kötnek ki, ahol a szökevény megvárja, majd kiüti a fegyverét a kezéből. Verekedés kezdődik, és a díler az épület végébe tud menekülni, ahol Malo leüti és letartóztatja.
Aznap este találkozik egy nővel, hogy elhunyt férjéről, egy ismerőséről beszélgessenek. Búcsúlevél nélkül végzett magával. Azt mondja, Joe megölte az apját.
LaRue, Malo és két másik korrupt zsaru egy versenypályára látogat, hogy egy lehetséges kábítószer után nyomozzon, és találkoznak Malo volt barátnőjének bátyjával. A szoba, ahol találják magukat, tele van drogokkal. Malo lelövi LaRue-t. A többiek összepakolják a drogot, és LaRue-t egy csomagtartóba viszik. Amikor LaRue-t kiveszik a csomagtartóból - kiderül, hogy nem halt meg - a két férfit, akit lát, lelövi, egy harmadikat pedig később.
Egy este Malo egy autóban ül Joe-val, és beszélgetnek. A rendőrség üldözi őket, mert Malo beköpte Joe-t. Amikor megállnak egy üres sikátorban, tovább beszélgetnek Malo apjáról. Joe azt mondja, hogy rossz döntéseket hozott, hogy mindenkit be akart köpni. Elmondja az egész történetet Malo apjáról. Közben a diszpécser kiadja a parancsot, hogy induljanak, amikor Joe éppen kiszáll a kocsiból. Amikor ezt megteszi, egy mesterlövész lelövi.

## Szereplők
| Szerep                 | Színész              | Magyar hang        |
| ---------------------- | -------------------- | ------------------ |
| Jonas "Malo" Maldonado | 50 Cent              | Csőre Gábor        |
| Dennis Lureu hadnagy   | Forest Whitaker      | Jakab Csaba        |
| Joe Sarcone kapitány   | Robert De Niro       | Reviczky Gábor     |
| Billy Morrison         | Matt Gerald          |                    |
| Joey                   | Beau Garrett         | Bogdányi Titanilla |
| A.D. Valburn           | Malcolm Goodwin      |                    |
| Terrence Burke         | Robert Wisdom        |                    |
| Lydia Vecchio          | Dana Delany          | Incze Ildikó       |
| Sully                  | Vinnie Jones         | Incze József       |
| Gabriel Baez           | Pedro Armendariz Jr. | Szélyes Imre       |
| Robert Jude            | Michael McGrady      |                    |
| Daniel Maldonado       | Andre Royo           |                    |
| Angie                  | Jeff Chase           |                    |
| Mercer Bartender       | Jesse Pruett         |                    |
| Cyn                    | Anabelle Acosta      |                    |

## Megjelenés
A Szabadúszók korlátozott kiadása 2012. augusztus 10-én volt, és otthoni videón 2012. augusztus 21-én jelent meg.

### Gyártás
2011 februárjában a Variety bejelentette, hogy 50 Cent főszerepet játszik a filmben.

## Fordítás
- Ez a szócikk részben vagy egészben  a   Freelancers (film) című angol Wikipédia-szócikk fordításán alapul.  Az eredeti cikk szerkesztőit annak laptörténete sorolja fel. Ez a jelzés csupán a megfogalmazás eredetét és a szerzői jogokat jelzi, nem szolgál a cikkben szereplő információk forrásmegjelöléseként.
- Ez a szócikk részben vagy egészben  a   Freelancers című német Wikipédia-szócikk fordításán alapul.  Az eredeti cikk szerkesztőit annak laptörténete sorolja fel. Ez a jelzés csupán a megfogalmazás eredetét és a szerzői jogokat jelzi, nem szolgál a cikkben szereplő információk forrásmegjelöléseként.